# 三七之厄
三七之厄是西漢中期時出現的一個讖語，是指漢朝進入第三個七十年時，国家會有厄运。路温舒、谷永以及王莽均有提及這一讖語。這一讖語還成為王莽代漢的工具，王莽用它來論證自己代漢的合法性。後世的楊厚以及《漢武故事》都又提到漢朝還會遭遇五七之厄和六七之厄。